# Pontia daplidice

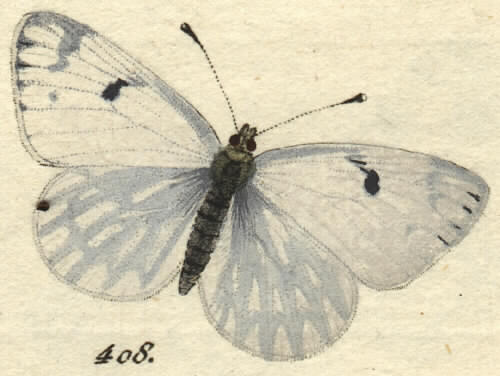
Flügeloberseite (aus Hübner: Sammlung europäischer Schmetterlinge)

Pontia daplidice, auch Westlicher Resedaweißling, ist ein Schmetterling (Tagfalter) aus der Familie der Weißlinge (Pieridae). Das Artepitheton leitet sich von Daplidice, einer der fünfzig Töchter des Danaos aus der griechischen Mythologie ab.

## Beschreibung

### Falter
Pontia daplidice ist ein kleiner bis mittelgroßer Falter, der sich von den meisten anderen Weißlingen durch seine grüngrauen Flecken auf den Hinterflügelunterseiten unterscheidet. Er hat eine Flügelspannweite von bis zu 50 Millimeter. An den Spitzen der Vorderflügeloberseite ist er dunkelgrau schattiert und er besitzt einen großen fast quadratischen Fleck in der Mitte. Auf den Hinterflügeln sind zahlreiche schwarze Flecke zu finden, wodurch diese marmoriert aussehen. Die Zeichnung ist Unterseits gleich nur hier von einem olivgrün. Weibchen sind im Allgemeinen größer und an den Hinterflügeln stärker marmoriert.
Eine ähnliche Musterung findet sich beim Aurorafalter, jedoch weitaus zerteilter, und beim Alpen-Weißling (Pontia callidice), wo sie aber der Aderung folgt. Er ist vom Resedafalter (Pontia edusa) habituell nicht zu unterscheiden. Untersuchungen der Geschlechtsteile sind die einzige Möglichkeit, diese beiden Arten auseinanderzuhalten.

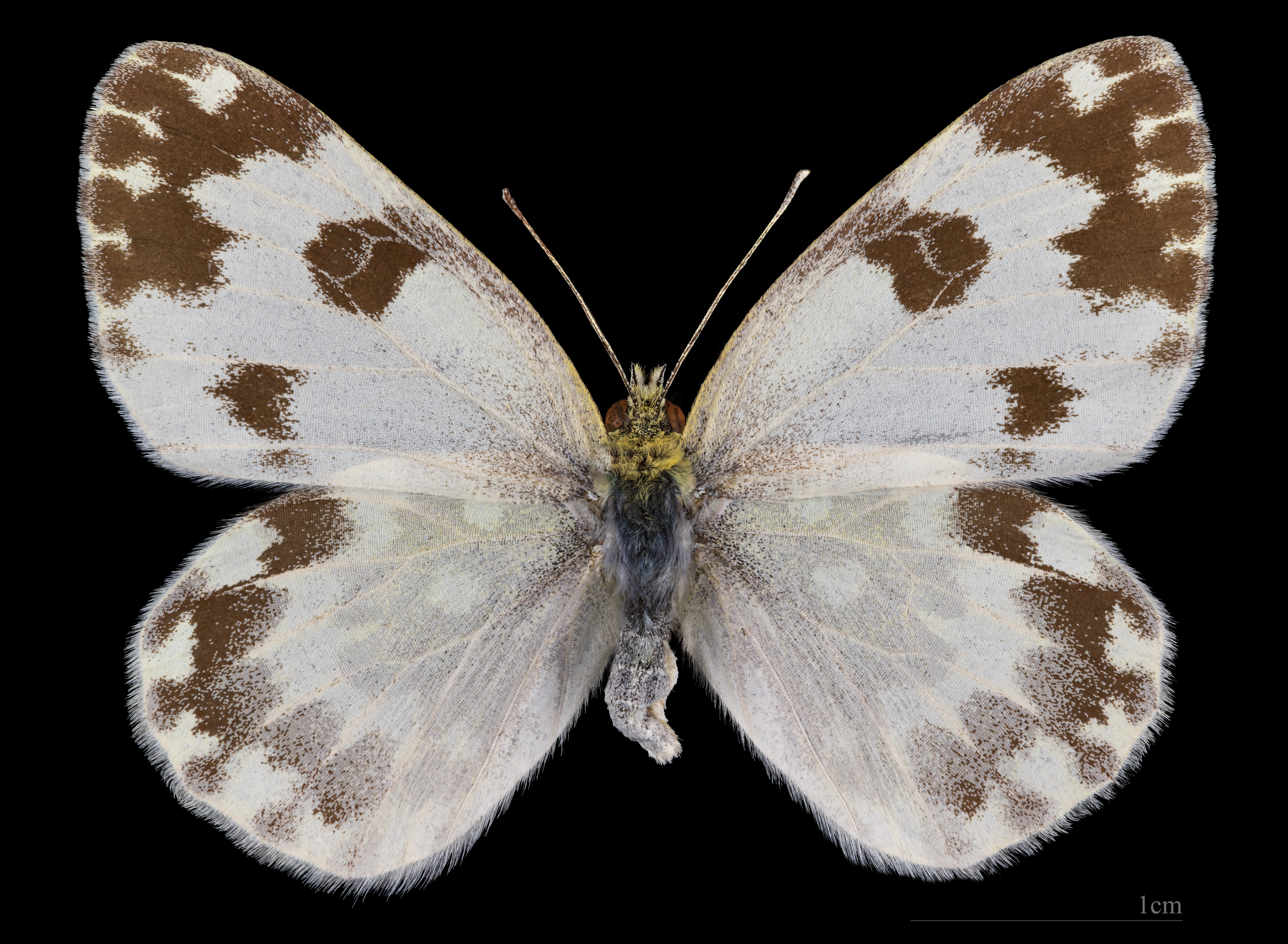
Pontia daplidice ♀
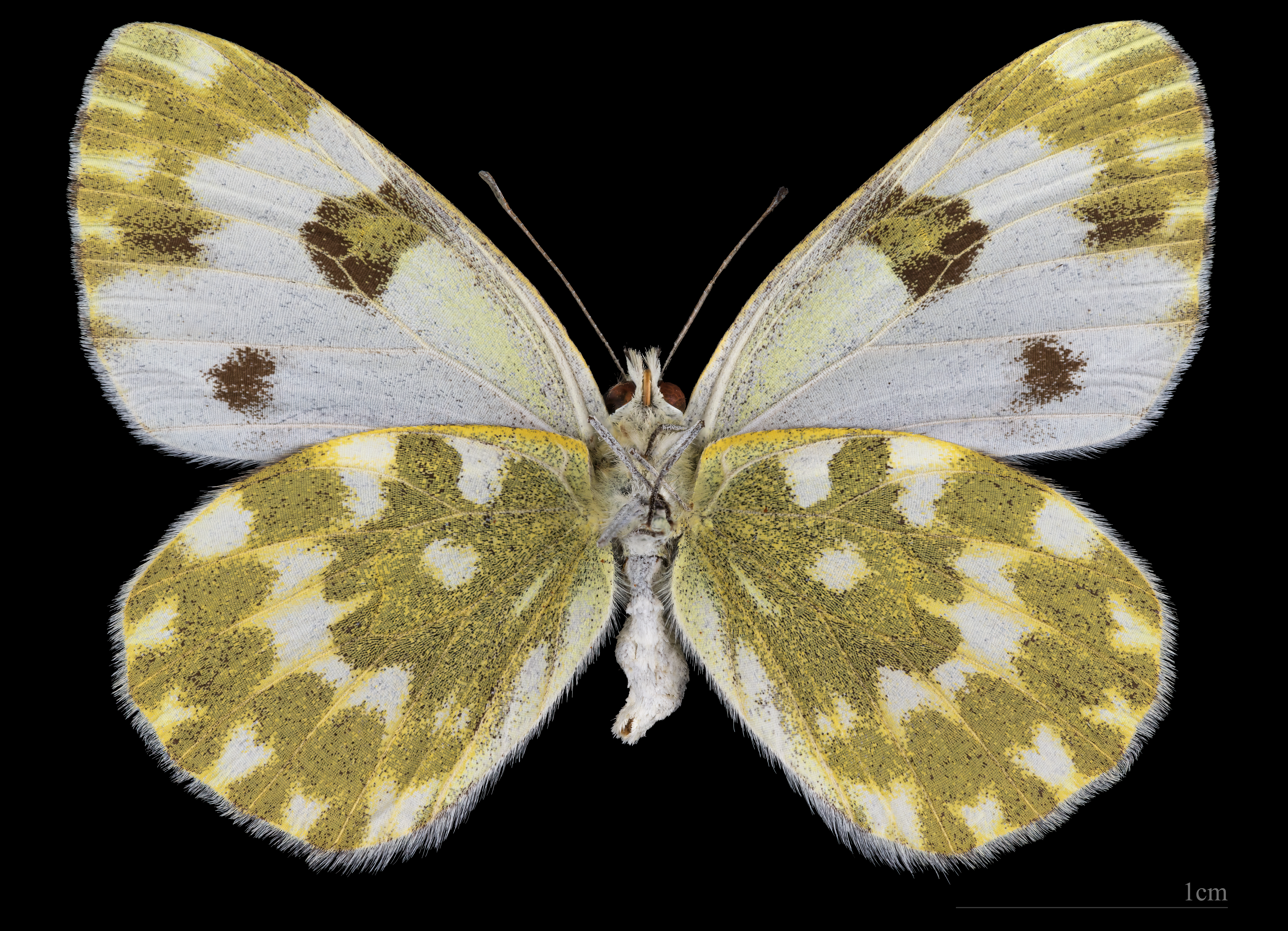
Pontia daplidice♀ △

### Raupe
Die Raupen haben einen schlanken grünen bis blaugrauen Körper mit gelben Streifen auf Rücken und den Seiten. Es befinden sich zwischen 8 und 10 schwarze Punktwarzen auf jedem Ringsegment des Körpers. Sie werden bis zu 30 Millimeter groß.

### Ähnliche Arten
- Resedafalter (Pontia edusa)
- Alpen-Weißling (Pontia callidice)

### Unterarten
- Pontia daplidice daplidice (LINNAEUS, 1758) (Kanarische Inseln, Marokko, Algerien, Tunesien, Kyrenaika)
- Pontia daplidice iberidice BRYK, 1940 (Iberische Halbinsel)
- Pontia daplidice belemida (GEYER, 1832) (SO-Frankreich bis Belgien)
- Pontia daplidice laenas (FRUHSTORFER, 1908) (Naher Osten)
- Pontia daplidice aethiops (JOANNIS & VERITY, 1912) (Nordost-Afrika, Äthiopien)

## Verhalten und Lebensweise
Die Falter sind kräftige und schnelle Flieger die weite Wanderungen unternehmen.
Er bildet mehrere Generationen über das ganze Jahr aus. In Europa nur von März bis Oktober und im Spätsommer und Herbst mit mehr Individuen.
Eier werden an der Unterseite der Blätter der Futterpflanze abgelegt.
Die Raupen schlüpfen nach 10 Tagen und sind nach 4 Wochen ausgewachsen.
In den Sommermonaten benötigen die Puppen etwa zwei Wochen, bis die Falter schlüpfen, die Herbstpuppen überwintern, überleben aber nördlich der Alpen nur in warmen Gebieten oder milden Wintern.
Die Raupen fressen an Reseda-Gewächsen (Resedaceae) und Kreuzblütlern (Brassicaceae) wie z. B. Gänsekresse (Arabis).

## Verbreitung und Lebensraum
Pontia daplidice tritt vor allem in Südwesteuropa, Nordafrika, Kanarische Inseln auf. Als Wanderfalter ist er selten auf Madeira, Mallorca und nur sehr vereinzelt im mitteleuropäischen Raum (südliches Oberrheintal) anzutreffen. Er kommt in Höhen bis 2700 m vor, wobei er im Süden seines Verbreitungsgebietes besonders häufig auftritt.
Im Gegensatz zum Resedafalter, der in Mitteleuropa, Italien und Südosteuropa bis hin in den asiatischen Raum nachweisbar ist, besitzt er keine ausgeprägte Neigung zur Wanderung. In Österreich treten beide Arten auf.
Er bewohnt vorwiegend offenes, blühendes Grasland und Wiesen. Man findet in aber auch an Wegrändern, Gärten und Parks.